# Francis Thomas Gignac
Francis Thomas Gignac SJ (* 2. Februar 1933 in Detroit; † 4. Juni 2014 in Clarkston) war ein US-amerikanischer Papyrologe.

## Leben
Er trat am 8. September 1950 in Milford (Ohio) in die Gesellschaft Jesu ein. Er wurde am 14. Juni 1967 am Colombiere College in Clarkston, Michigan, zum Priester geweiht und legte am 22. April 1979 in Washington, DC, sein letztes Gelübde ab. Er erwarb einen Master in Theologie an der Loyola University Chicago (1968) und einen S.T.L. von der Bellarmine School of Theology in North Aurora, Illinois (1968). 1974 wurde er Professor für biblisches Griechisch und Bibelwissenschaft an der Catholic University of America.

## Schriften (Auswahl)
- An introductory New Testament Greek course. Chicago 1973, OCLC 984807400.
- A grammar of the Greek papyri of the Roman and Byzantine periods. Volume 1: Phonology. Mailand 1976, OCLC 1113357347.
- A grammar of the Greek papyri of the Roman and Byzantine periods. Volume 2: Morphology. Mailand 1981, ISBN 88-205-0247-X.